# پونتی (پیمونت)
پونتی (به ایتالیایی: Ponti) یک کومونه در ایتالیا است که در استان آلساندریا واقع شده‌است.

## خصوصیات
پونتی ۱۲٫۴ کیلومترمربع مساحت و ۶۵۶ نفر جمعیت دارد و ۱۸۶ متر بالاتر از سطح دریا واقع شده‌است.